# Държавен архив – Ямбол
Държавен архив – Ямбол е отдел в дирекция „Регионален държавен архив“ – Бургас.

## Дейност
В него се осъществява подбор, комплектуване, регистриране, обработване, съхраняване и предоставяне за използване на определените за постоянно запазване документи на областната администрация, на общините на територията на Ямболска област, на териториалните структури на държавните органи и на други държавни и общински институции, организации и значими личности от местно значение, както и научно-методическото ръководство и контрол на организацията на работата с документите в деловодствата и учрежденските архиви, тяхното опазване и използване.
Към архива функционират читалня и библиотека. В научно-справочната библиотека са заведени 1857 тома специализирана литература по история, архивистика и други области на науката, речници, енциклопедии, справочници, пътеводители, каталози, документални сборници, периодични издания.

## История
Архивът е създаден през 1959 г. в резултат от административно-териториалната реформа от 1959 г. като отдел на Окръжно управление на МВР – Ямбол. От 1961 г. е на административно подчинение на Окръжен народен съвет – Ямбол, от 1988 г. е в структурата на Община Ямбол. През 1992 г. преминава на пряко административно подчинение на Главно управление на архивите при Министерски съвет. От 1978 г. получава статут на дирекция, а през 2010 г. е преструктуриран в отдел. От 1978 г. архивът се помещава в сграда, строена през 1922 г. за Околийското инженерство в Ямбол.

## Фонд
Първите постъпления на архивни фондове са предадени от Държавен архив – Бургас и Държавен архив – Стара Загора, комплектувани преди промяната на административно-териториалното деление на страната през 1959 г. и създаването на архива в Ямбол. През 1994 г. е приет фондовият масив на ОК на БКП, възлизащ на 1233 фонда с 19738 архивни единици, 715 спомена, 392 частични постъпления, 150 снимки и 41 албума.
Общата фондова наличност на архива към 1 януари 2016 г. възлиза на 1230,07 линейни метра с 2881 архивни фонда (2756 учрежденски и 125 лични) и общ брой 125 680 архивни единици, 614 частични постъпления и 160 спомена. Застрахователният фонд се състои от 112 289 кадъра.

## Ръководители
През годините ръководители на архива са:
- д-р Иван Славов (1959 – 1966)
- Райна Тръпкова (1967 – 1982.)
- д-р Иван Славов (1982 – 1992)
- Благовеста Александрова (1992 – 2004)
- Марина Гърдева (2004 – 2006)
- Светлана Бъчварова (2006 – )